# Irena Turska

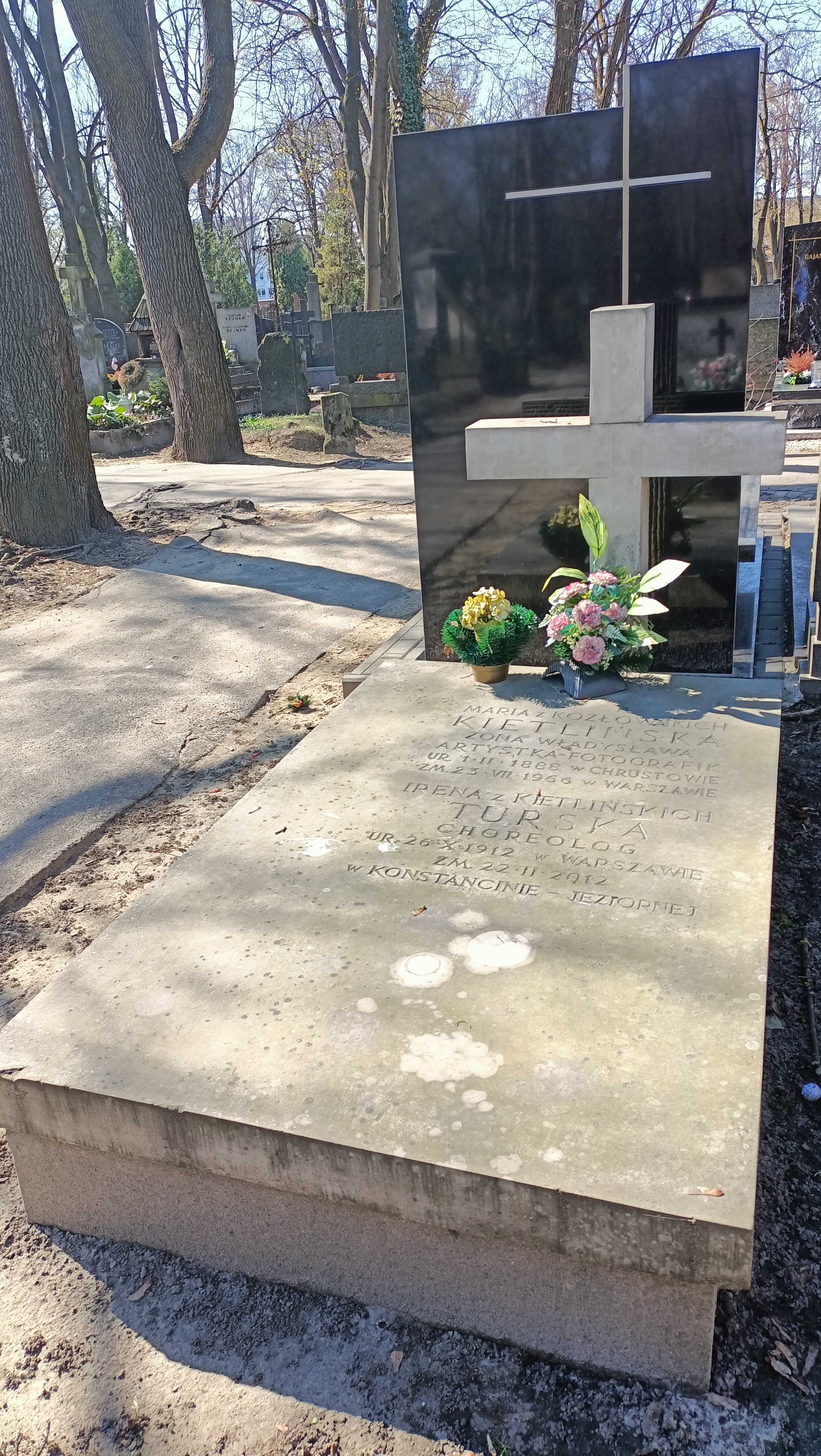
Grób Ireny Turskiej na cmentarzu Powązkowskim w Warszawie

Irena Kietlińska-Turska (ur. 26 października 1912 w Warszawie, zm. 22 lutego 2012 tamże) – polska historyk, krytyk i teoretyk baletu.

## Życiorys
Irena Turska urodziła się 26 października 1912 roku w Warszawie. W 1943 roku w Warszawie ukończyła Szkołę Rytmiki i Tańca Artystycznego J. Mieczyńskiej, a od 1946 do 1948 roku prowadziła wykłady z historii tańca w Państwowej Wyższej Szkole Teatralnej w Łodzi. Od roku 1947 regularnie publikowała teksty poświęcone współczesnemu baletowi i tańcowi. W latach 1951–1953 była członkiem Państwowej Komisji Weryfikacyjnej przy Ministrze Kultury i Sztuki, która została powołana do uregulowania zasad przyznawania uprawnień zawodowych tancerzy. Od połowy lat 50. współpracowała z Polskim Wydawnictwem Muzycznym, publikując monografie i kompendia wiedzy o historii i teorii tańca.
W latach 1964–1966, jako stypendystka rządu francuskiego, kształciła się pod kierunkiem Stanisława Głowackiego (ur. 1874, zm. 1946) w paryskiej Ecole Supérieure d’Etudes Chorégraphiques, gdzie w 1964 obroniła pracę doktorską La situation de la danse dans l’ensemble des arts. Prolegomenes a l’asthetique de la danse. Od 1972 do 1989 roku prowadziła wykłady z historii i estetyki tańca w Zaocznym Wyższym Studium Nauczycieli Tańca na Wydziale Wychowania Muzycznego Państwowej Wyższej Szkoły Muzycznej w Warszawie – w tym czasie była również autorką podręczników do nauki historii tańca z przeznaczeniem dla tegoż studium. Od roku 1996 była działaczką polskiej sekcji European Dance Research Information Directory.
W roku 2002, za wkład w rozwój nauki o balecie i popularyzację sztuki baletowej w Polsce, otrzymała nagrodę Ministra Kultury, a w 2012 złoty medal „Zasłużony Kulturze – Gloria Artis” oraz medal Polskiego Wydawnictwa Muzycznego „Ad honorem”.
Jest współautorką scenariusza do filmu Taniec (1959), będącego filmową monografią tańca, jego genezy i formy wykonania oraz zapisu.
Irena Turska zmarła 22 lutego 2012 w Warszawie.

## Publikacje
Irena Turska była felietonistką m.in. „Stolicy”, „Życia Warszawy”, „Pamiętnika Teatralnego”, „Teatru” oraz „Ruchu Muzycznego”. Współpracowała również z czasopismami: „Łódź Teatralna”, „Radio i Świat”, „Muzyka”, „Nowa Kultura”, „Przegląd Kulturalny”, „Dziś i Jutro”, „Panorama”, „Po Prostu”, „Sztandar Młodych”, „Teatr Ludowy”, „Trybuna Ludu”, „Antena”, „Śpiewamy i Tańczymy”. Jej felietony i artykuły problemowe były poświęcone zagadnieniom tańca i baletu w Polsce. Na łamach dzienników i czasopism recenzowała przedstawienia baletowe, przedstawiała relacje z przeglądów, festiwali, konkursów tanecznych i choreograficznych, publikowała biografie i monografie. Ponadto była autorką haseł w Encyklopedii Muzycznej PWM, Encyklopedii Muzyki pod red. A. Chodkowskiego oraz leksykonach wydawanych przez PWN.

### Książki
- 1957: Co to jest balet
- 1962: Krótki zarys historii tańca i baletu (wyd. 5: 2010)
- 1965: W kręgu tańca
- 1973: Przewodnik baletowy (wyd. II: 1997)
- 1980: Z dziejów tańca współczesnego
- 1983: Almanach baletu polskiego
- 2000: Spotkanie ze sztuką tańca

Źródło: Instytut Muzyki i Tańca.

## Teatr
- 1964, 1977, 1979, 1987: Pinokio, Jadwigi Szajny-Lewandowskiej – libretto; Opera we Wrocławiu, Teatr Muzyczny w Gdyni, Opera i Operetka w Bydgoszczy, Operetka Wrocławska[1]
- 1964: Stańczyk, Tomasza Kiesewettera – libretto; Opera Śląska w Bytomiu[1]